# Pselaphorhynchites aeratoides
Espèce
Pselaphorhynchites aeratoides est une espèce d'insectes coléoptères appartenant à la famille des Attelabidae.